# Mathis Bolly
Mathis Bolly (Oslo, 14 de novembro de 1990), é um futebolista Norueguês-Marfinense que atua como meia. Atualmente, joga pelo Greuther Fürth.